# برونو سامارتينو
برونو ليوبولد فرنسيسكو سامارتينو (بالإنجليزية: Bruno Leopoldo Francesco Sammartino)‏ هو مصارع محترف إيطالي المولد أمريكي الجنسية ولد في يوم 6 أكتوبر 1935 في قرية بيتسوفراتو في إيطاليا، يعتبر واحد من أفضل مصارعي WWE، حيث يعتبر أكثر من حمل لقب بطولة دبليو دبليو إي، حيث حمله مرتين ولمدة 4040 يوم أي لحوالي 11 سنة وأكثر من حمله بمرة واحدة أي لحوالي 2803 وأصبح أكثر المصارعين شهرة في الستينات وفي أوسط الثمانينات، ويعتبر واحد من المصارعين ألذين لهم تمثال في قاعة الشهرة ويعتبر أيضاً أحد الأصدقاء المقربين للممثل الأمريكي النمساوي المشهور أرنولد شوارزنيجر، توفي في يوم 18 أبريل 2018 في بيتسبرغ في بنسلفانيا في الولايات المتحدة عن عمر يناهز 83 سنة.

## روابط خارجية
- برونو سامارتينو على موقع IMDb (الإنجليزية)
- برونو سامارتينو على موقع قاعدة بيانات الفيلم (الإنجليزية)
- برونو سامارتينو على موقع دبليو دبليو إي (الإنجليزية)
- برونو سامارتينو على موقع WrestlingData.com (الإنجليزية)
- برونو سامارتينو على موقع CageMatch worker (الإنجليزية)
- برونو سامارتينو على موقع قاعدة بيانات المصارعة على الإنترنت (الإنجليزية)
- برونو سامارتينو على موقع عالم المصارعة على الإنترنت (الإنجليزية)
- برونو سامارتينو على موقع عالم المصارعة على الإنترنت (الإنجليزية)